# Palacio de Justicia del Condado de Cleburne (Alabama)
El Palacio de Justicia del Condado de Cleburne es un histórico palacio de justicia ubicado en Heflin, Alabama, Estados Unidos.

## Historia
Ele edificio de arquitectura neoclásica fue construido en 1907, después de que la sede del condado de Cleburne se trasladara de Edwardsville a Heflin en 1905. Las alas del palacio de justicia se ampliaron en 1938 con fondos de la Administración Federal de Emergencias de Obras Públicas. El edificio fue incluido en el Registro Nacional de Lugares Históricos en 1976.